# Battaglia di Rovereto
La battaglia di Rovereto ebbe luogo il 4 settembre 1796  fra le truppe francesi dell'Armata d'Italia, condotte da Napoleone Bonaparte, e le forze austriache del generale Davidovitch.

## Contesto storico
Dopo una lunga sosta di due mesi, in cui gli austriaci si erano riorganizzati a Trento sotto il comando di Wurmser, le ostilità sul fronte italiano erano riprese. Tre colonne scesero dal Trentino: due percorrendo le sponde del lago di Garda, una seguendo la valle del Brenta.
Sebbene costretto ad abbandonare momentaneamente l'assedio di Mantova, Napoleone diede nuovamente sfoggio delle sue insuperabili capacità militari e in meno di 10 giorni costrinse gli austriaci a ritornare sui propri passi: in due decisive battaglie sconfisse sia la colonna di Quosadnovich sia quella di Wurmser.

## Antefatti
Sebbene inizialmente Napoleone avesse intenzione di inseguire la colonna di Wurmser fino a Trento, il generale dovette arrendersi di fronte alla stanchezza dei propri uomini: le continue marce e schermaglie li avevano sfiniti a tal punto che l'assedio di Mantova fu ripreso solo il 24 agosto.
Approfittando della momentanea sosta, Napoleone ebbe tempo di fare alcune modifiche nella struttura di comando: Despinois, ritenuto inadatto, venne congedato e mandato in Sardegna e le sue truppe affidate a Sauret, il quale, ferito in battaglia, venne a sua volta sostituito dal generale Vaubois mentre a Sérurier, probabilmente dopo aver contratto la malaria a Mantova, venne concesso un periodo di riposo e fu scelto Sahuget come suo sostituto nella direzione dell'assedio.
Dopo aver informato il Direttorio dei recenti sviluppi della campagna, Napoleone ricevette una lettera con le indicazioni sulle sue prossime mosse: avrebbe dovuto avanzare in Tirolo, conquistare Trento e Bolzano ed unirsi con l'armata di Moreau presso il Brennero, per poi marciare verso Vienna.
Parallelamente a ciò, il 26 agosto, la corte asburgica chiedeva a Wurmser di riprovare a liberare Mantova. Fu lui ordinato di dividere le sue forze ed affidarne metà a Davidovitch: Wurmser sarebbe sceso lungo la valle del Brenta mentre Davidovitch avrebbe dovuto tenere occupate le forze francesi ed impedire l'ulteriore avanzata nel Tirolo.

## Il piano di Napoleone
Napoleone rispose che avrebbe iniziato la sua marcia verso nord il 2 settembre. Diede precise istruzioni nel caso dell'arrivo in forze degli austriaci da Verona per liberare Mantova: Kilmaine doveva mantenere la fortezza di Verona e Sahuget doveva difendere Mantova, tenendo un contingente di cavalleria a Legnago. Se non fosse stato possibile respingere gli austriaci, dovevano ritirarsi dietro all'Oglio e mantenere una forte guarnigione a Peschiera.
Per quanto riguardava le sue forze, aveva intenzione di procedere in 3 colonne separate: Vaubois avrebbe risalito il lago di Garda passando per Riva, dove avrebbe atteso la brigata giunta da Salò via lago. Massena sarebbe avanzato attraverso la valle dell'Adige da Rivoli e Augereau dalle valli del veronese.
In totale, i francesi avevano circa 45 000 uomini, al netto degli ultimi rinforzi giunti dalla Francia. Dovendo quindi dividere le sue forze, Napoleone optò per il seguente frazionamento: 10 000 sarebbero rimasti con Sahuget, 2 000 con Kilmaine, 13 000 con Massena, 11 000 con Vaubois e gli ultimi 9 000 con Augerau.

## La battaglia

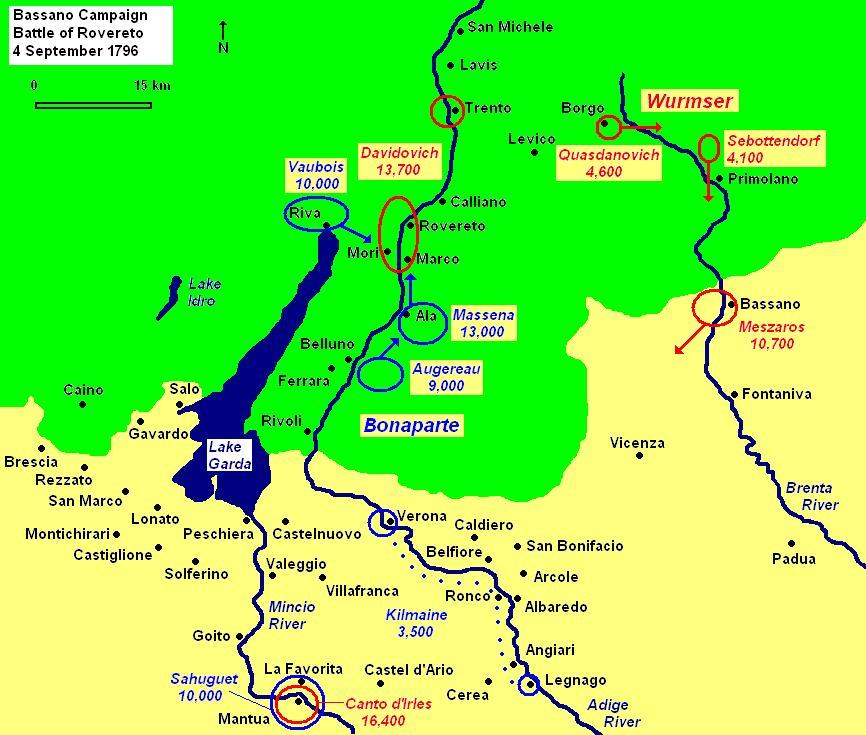
Schema dei movimenti degli eserciti prima della battaglia

Il mattino presto, nei pressi di Marco, oggi frazione di Rovereto, la divisione di Massena attaccava quella austriaca del generale austriaco Vukassovitch, mentre la mezza brigata del generale Victor procedeva lungo la strada principale e il generale Jean Pijon occupava le alture circostanti. Dopo accanita resistenza, le truppe austriache si ritirarono, per non venir tagliate fuori, inseguiti dalle truppe di Masséna. In inferiorità numerica, Vukassovitch si fermò in Rovereto fino al cadere della notte, quando si ritirò su Calliano, mentre Vaubois aveva già raggiunto con le sue truppe il comune di Mori, sulla riva  destra dell'Adige.
Per evitare altre perdite, il generale austriaco Davidovitch fece posizionare un contingente in una buona posizione in una forra dell'Adige, per coprire la ritirata di Vukassovitch, le cui truppe, dopo la sconfitta, avevano un morale piuttosto basso.
Infatti, Calliano era una posizione difensiva formidabile: a destra vi erano le montagne e a sinistra il fiume Adige. Il tratto di valle, molto stretto in quel punto, era occupato da una forra e da una possente muraglia. Gli austriaci credevano di poter trattenere i francesi a lungo. Credendo di aver acquisito una solida posizione e di essere stati coperti durante la ritirata, Vukassovich e Spork permisero alle truppe di preparare la cena.
Mentre gli austriaci si ritiravano a Calliano, venne disposto da Napoleone Bonaparte l'intervento del generale Victor, che tuttavia, nonostante un violento attacco in colonne, non riuscì a sbaragliare il nemico. La battaglia fu decisa infine dall'intervento del reparto di ussari del generale Paul-Alexis Dubois, che caricò attraverso una strettoia e provocò il cedimento finale degli austriaci, che iniziarono a retrocedere; a mezzogiorno la strada di Rovereto era aperta e le truppe francesi del generale Massena, rinforzate dall'arrivo della divisione del generale Vaubois da Riva del Garda, entrarono nella città ingombra di soldati austriaci sbandati e avanzarono in direzione di Trento sotto il controllo diretto del generale Bonaparte; il generale Dubois era caduto mortalmente ferito nel momento decisivo della battaglia.

## Conseguenze
La battaglia si concluse quindi con una schiacciante vittoria francese: l'Armata d'Italia, a fronte di perdite proprie di 750 uomini, inflisse al nemico perdite umane da 4 000 a 6 000 (tra morti e feriti), fece prigionieri 4 000 combattenti austriaci e catturò 25 cannoni nemici.
Questa battaglia aprì a Napoleone le porte del Trentino; il giorno successivo il generale francese entrava trionfalmente nella città di Trento, allora capoluogo del Principato Vescovile di Trento. Napoleone, dopo questo scontro, ritenne inopportuno proseguire nel Tirolo, avendo le truppe di Wurmser alle spalle, decise quindi audacemente di lasciare 10 000 uomini a Trento e inseguire con gli altri 22 000 le truppe di Wurmser lungo la strada che questi aveva percorso verso Mantova. L'inseguimento fu rapidissimo, le prime truppe napoleoniche comandate da Augereau, giunsero a Cismon avendo percorso quasi cento chilometri in due giorni.
Sorpreso dalla rapidità delle mosse di Napoleone, Wurmser dispose affinché due sue divisioni si fermassero a Bassano per rallentare l'avanzata francese.